# Max Bense
Pour les articles homonymes, voir Bense.
Max Bense (né le 7 février 1910 à Strasbourg ; décédé le 29 avril 1990 à Stuttgart) est un philosophe, un auteur et un essayiste allemand connu pour ses travaux sur la théorie des sciences, la logique, l'esthétique et la sémiotique. Sa pensée relie les sciences naturelles, l'art et la philosophie dans une perspective commune et s'attache à définir une rationalité qui comme rationalisme existentiel peut éviter la séparation entre une pensée réservée aux sciences naturelles et une pensée réservé aux sciences de l'esprit. Il développe une esthétique de l'information (Informationsästhetik) qui interroge la valorisation de l'œuvre d'art à partir du traitement des informations. Pour y parvenir, il fait recours à la sémiotique de Charles Sanders Peirce.

## Biographie
Max Bense passe son enfance à Strasbourg où il est né, avant que sa famille fût expulsée d'Alsace-Lorraine en 1918 à la suite de la Première Guerre mondiale. À partir de 1920, il fréquente un lycée de Cologne et à partir de 1930 étudie à l'université de Bonn la physique, la chimie, les mathématiques et la géologie, travaillant à côté la philosophie. Ses intérêts littéraires se manifestent par les contributions qu'il donne pendant ses études à des journaux et des revues, et à la radio pour laquelle il écrit les nombreuses pièces destinées à être radiodiffusées. En 1937, il passe son doctorat avec une thèse intitulée Quantenmechanik und Daseinsrelativität. Il utilise la notion empruntée à Max Scheler de la Daseinsrelativität pour expliquer que les nouvelles théories ne doivent pas contredire en même temps la science classique. En cela Bense, adversaire déclaré du national-socialisme, s'oppose consciemment à la physique allemande de l'État nazi qui repousse la théorie de la relativité à cause de l'origine juive d'Albert Einstein. Une telle prise de position l'empêche de recevoir son habilitation.
À partir de 1938, Bense travaille d'abord comme physicien chez Bayer AG à Leverkusen. Après le début de la Seconde Guerre mondiale, il sert dans l'armée, d'abord comme météorologiste, ensuite comme technicien médical à Berlin et Georgenthal (Thuringe) dont il est pendant peu de temps maire après la fin de la guerre. En 1945, l'université d'Iéna le nomme curateur (chancelier de l'université) et lui donne à la Faculté des sciences sociales et pédagogiques une habilitation que suit une nomination comme professeur extraordinaire pour la propédeutique philosophique et scientifique.
En 1948, devant l'évolution politique de la zone d'occupation soviétique, Bense se réfugie à Boppard et est nommé en 1949 professeur invité puis en 1950 professeur extraordinaire de philosophie et de théorie scientifique à l'École technique supérieure de Stuttgart (après 1967 : université de Stuttgart). En 1955, Bense suscite une controverse sur les tendances mythologisantes dans la culture allemande d'après-guerre. Cela suscite contre lui des polémiques publiques et retarde jusqu'à 1963 sa nomination comme professeur ordinaire.
Parallèlement il enseigne de 1953 jusqu'à 1958 à la Volkshochschule de Ulm et occupe dans les années 1958-1960 et 1966-1967 une chaire de professeur invité à l'Institut des arts décoratifs de Hambourg.
Max Bense prend sa retraite le 7 février 1978 et meurt en 1990, honoré comme un savant reconnu au niveau international.

## Publications
- Le Peintre Atila, édité par le Landesmuseum d'Oldenbourg, 1981.
- Aesthetica - Introduction À La Nouvelle Esthétique, Paris, Cerf, 2007. Traduit de l'allemand Aesthetica. Einführung in die neue Aesthetik, Baden-Baden, Agis-Verlag [1965].